# Ара Малікян
Ара Малікян (ісп. Ara Malikian, *14 вересня 1968, Бейрут, Ліван) — іспанський скрипаль. У 2014 році одержав іспанське громадянство.

## Життєпис
Першим учителем гри на скрипці був його батько ще в ранньому віці. Перший свій концерт Ара дав у віці до 12 років, а у віці 14 років був запрошений навчатися в Академія музики і театру (HMTMH) в Берліні. Пізніше продовжив навчання в Ґілдхолській школі музики та театру в Лондоні. Одночасно, навчався у професорів Франка Гулі, Руджеро Річчі, Іврі Гітліса, Германа Креберса і членів квартету Альбана Берга.
Ара Малікян багато експериментує. Оскільки музикант уже 15 років живе в Іспанії, він у співпраці з композитором Хосе Луїсом Монсоном (José Luis Monzón) зважився об'єднати музику Баха з фламенко.

## Дискографія
- 1995: Le quattro stagioni
- 1996: 750 Jahre Wölpinghausen
- 1996: Miniatures
- 1997: Bow on the String
- 1999: 500 motivaciones
- 2000: All Seasons for Different
- 2000: Robert Schumann
- 2002/2004: Manantial
- 2003: 24 Caprices for Solo Violin by Paganini
- 2003: Sarasate
- 2003: Six Sonatas for Solo Violin by Ysaÿe
- 2003: Sonatas and Partitas for Solo Violin by Bach
- 2004: El arte del violín
- 2004: The Four Seasons by Vivaldi
- 2005: De la felicidad
- 2005: De los Cobos / Montsalvatge
- 2006: Tears of Beauty
- 2007: Meeting with a friend
- 2007: Lejos
- 2010: Conciertos románticos españoles de violín
- 2011: Con los ojos cerrados
- 2011: Christmas mood
- 2013: Pizzicato
- 2015: 15
- 2016: The Incredible Story of Violin